# الزمالة الدولية للطلاب الإنجيليين

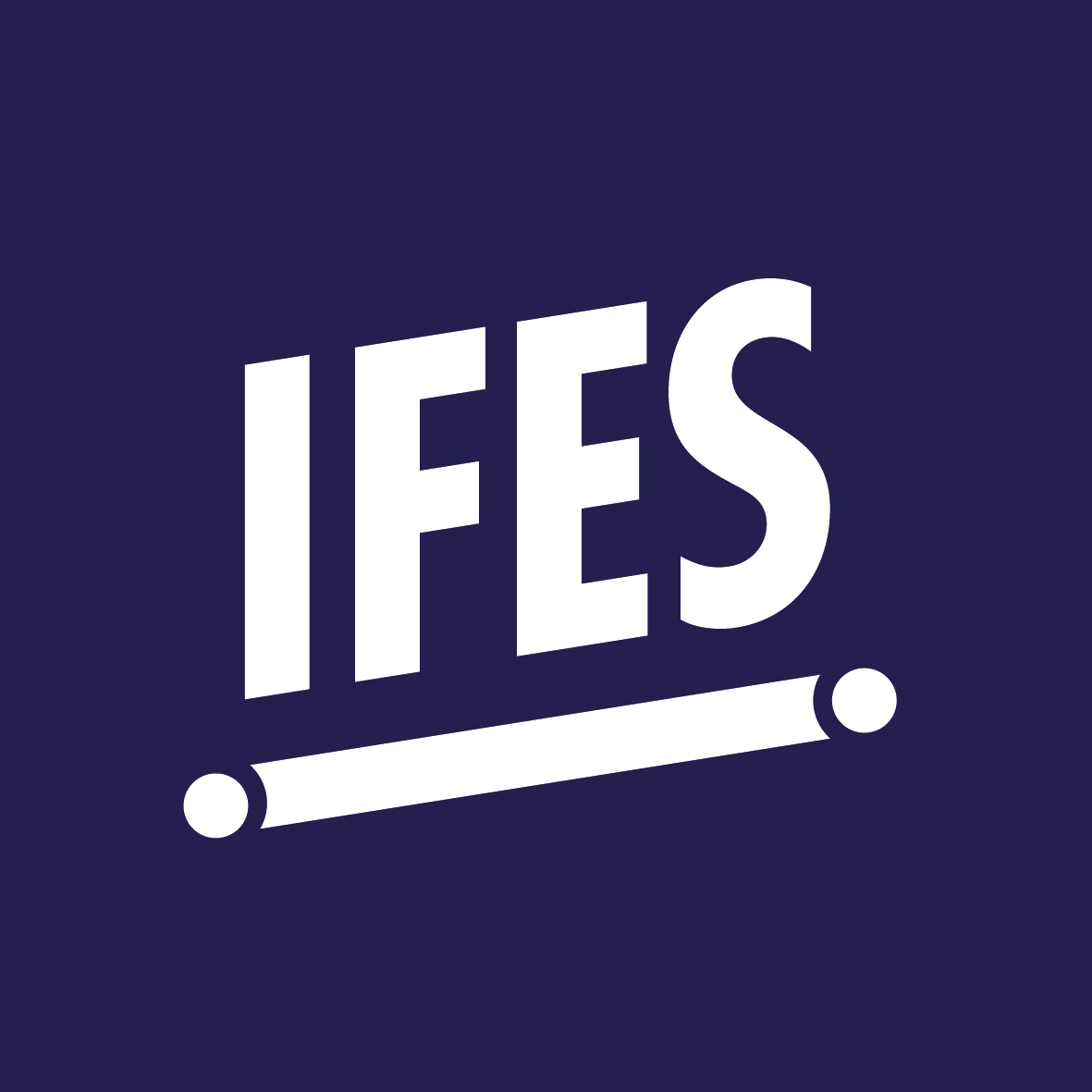
شعار الزمالة الدولية للطلاب الإنجيليين.

الزمالة الدولية للطلاب الإنجيليين (بالإنجليزية: International Fellowship of Evangelical Students)‏ هي جمعية مكونّة من حوالي 136 حركة طلابيَّة مسيحية إنجيلية في جميع أنحاء العالم، وتشجع على التبشير، وتعمل على تقديم الخدمة الدينية لطلاب الجامعات وفي أروقة السكن الجامعي. هدف المنظمة هو وضع حركات طلابية مستقلة ومحلية في كل بلد يوجد فيه التعليم العالي. تأسست الزمالة في مدينة أكسفورد في إنجلترا لخدمة الطلاب الجامعيين الإنجيليين.

## مواقع خارجية
- الموقع الرسمي